# Прокопів Володимир Володимирович

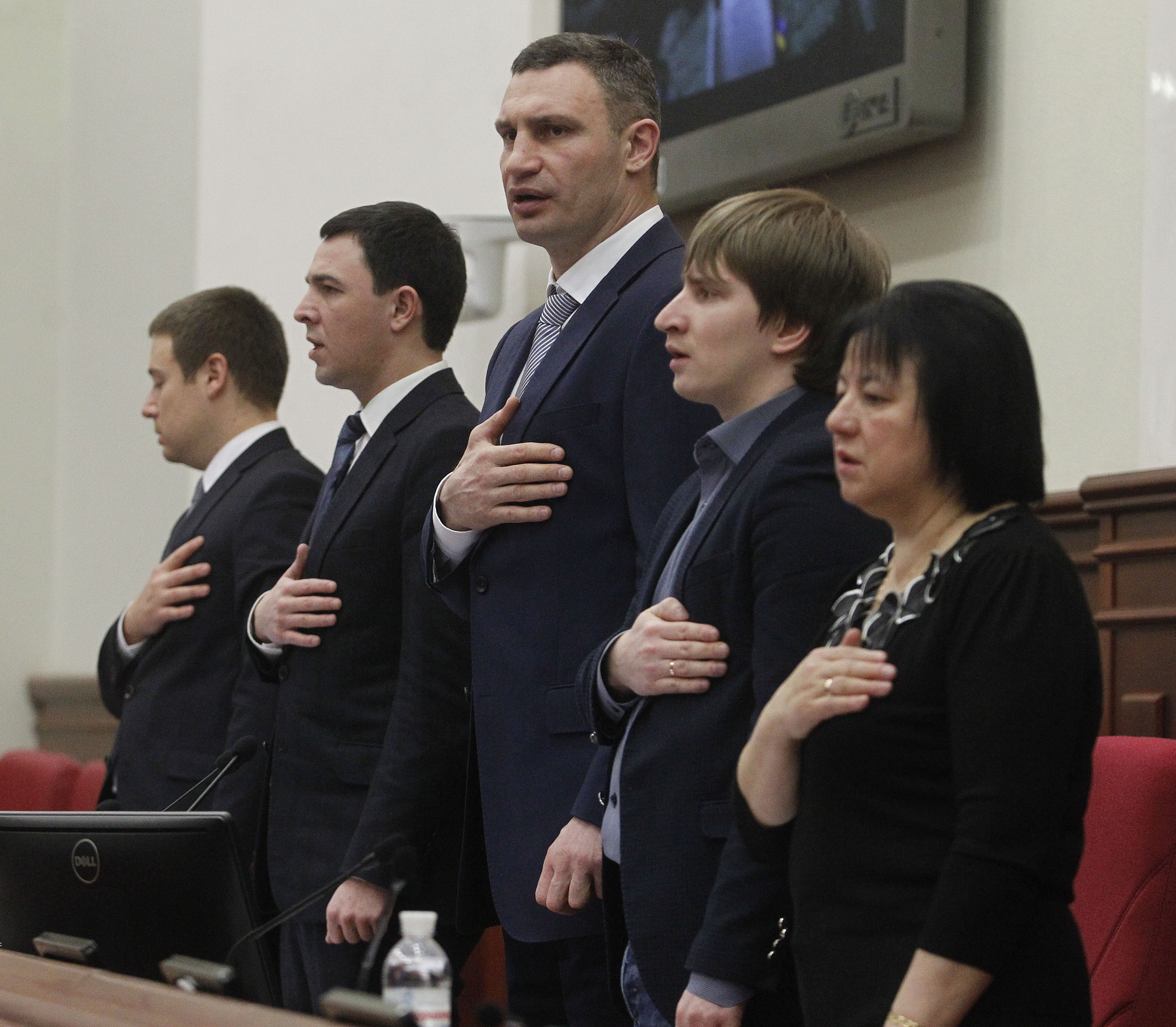
Пленарне засідання Київради від 10 березня 2016 р.

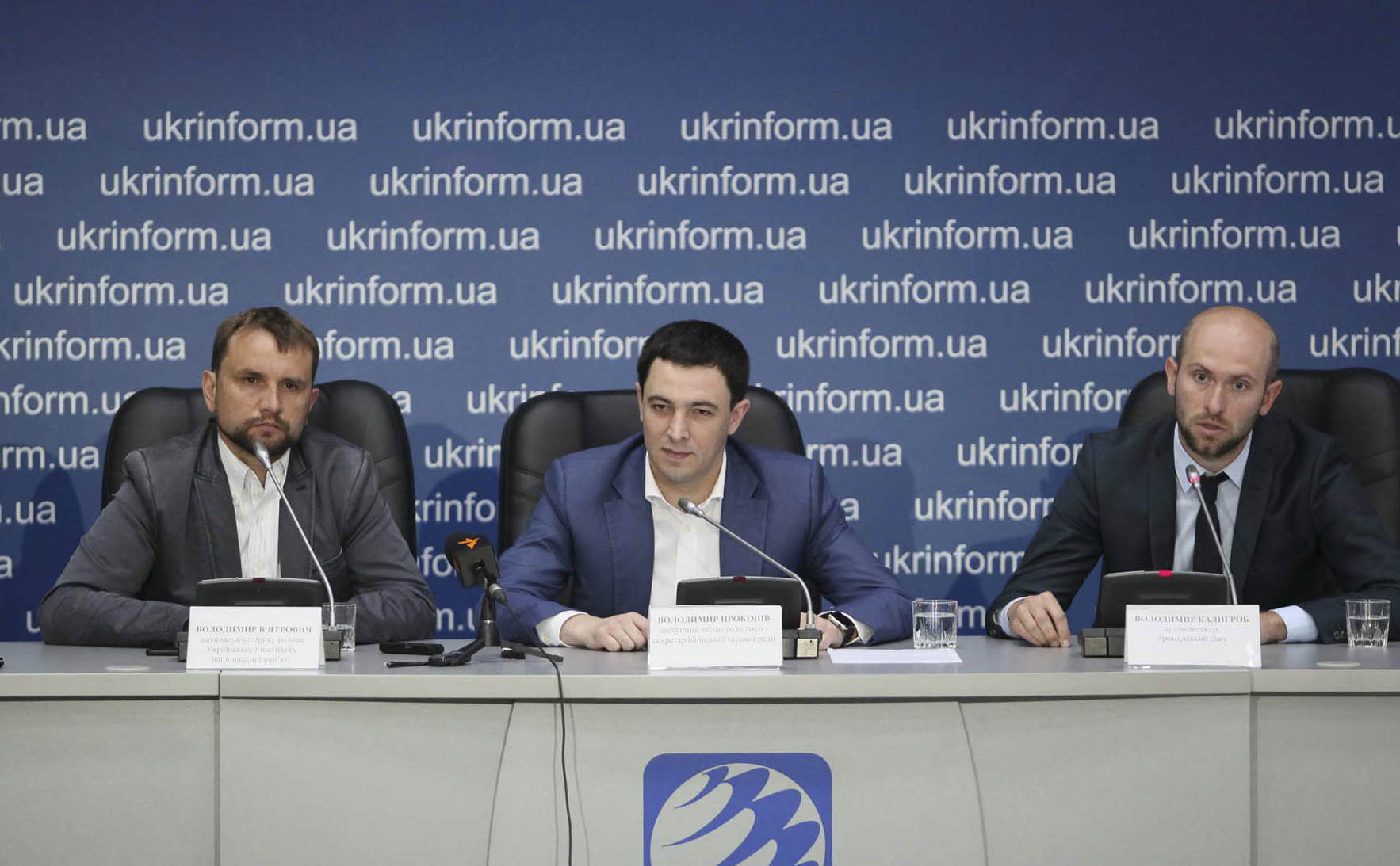
Прес-конференція щодо створення Музею тоталітаризму у Києві (1.06.2016). Зліва направо: В'ятрович (Голова Українського інституту національної пам'яті), Прокопів (секретар Київради), Володимир Кадигроб (арт-менеджер, громадський діяч)

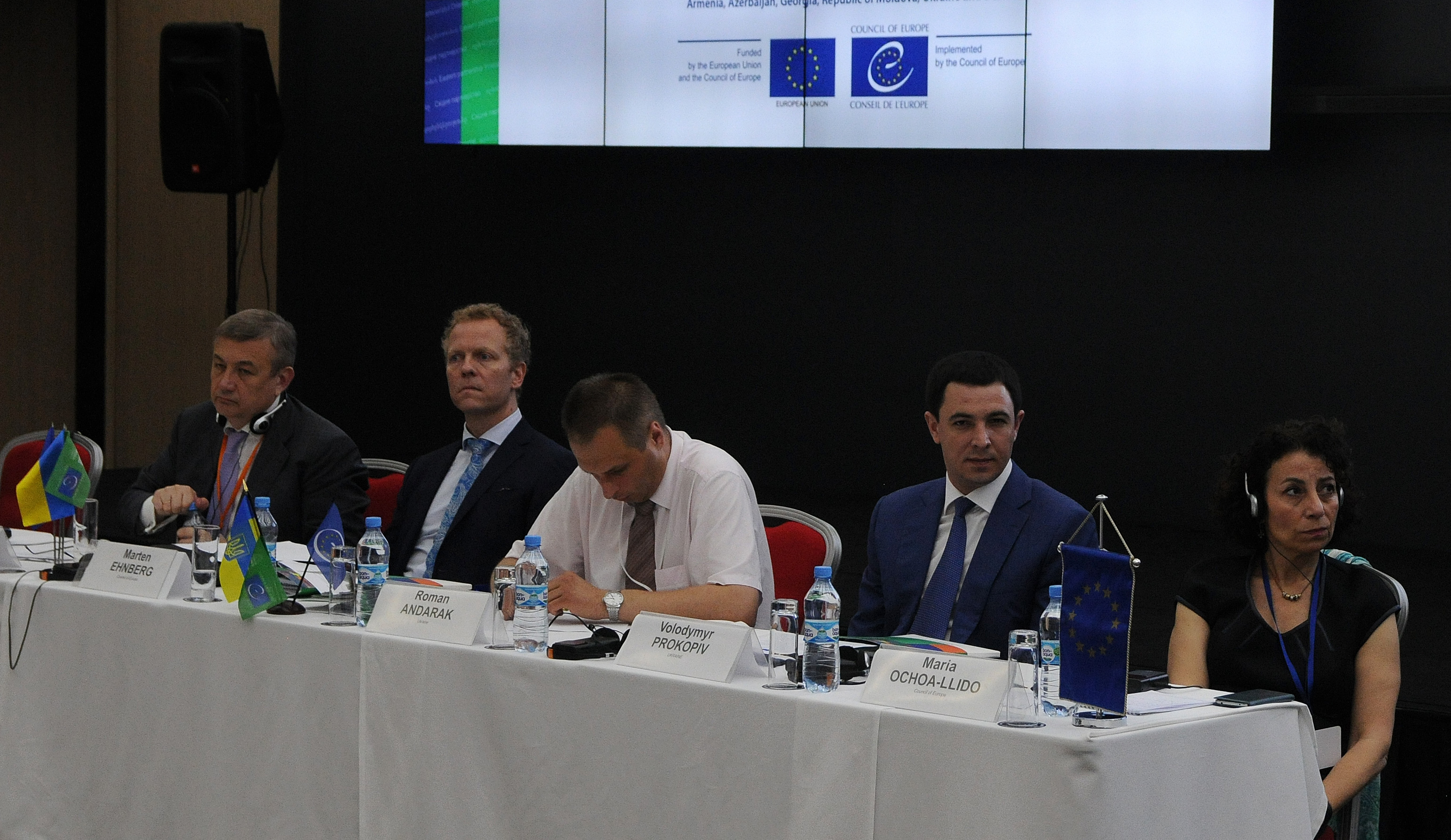
На семінарі Конгресу місцевих та регіональних влад Ради Європи (21.06.2016, Київ)

Володимир Володимирович Прокопів (н. 21.08.1983, Івано-Франківськ, УРСР) — заступник міського голови — з грудня 2015 до жовтня 2024 року секретар Київської міської ради, депутат Київради VII—IX скликань, кандидат хімічних наук, магістр з адміністративного менеджменту, спеціаліст радіофізики, підприємець.

## Життєпис
Народився 21 серпня 1983 року в Івано-Франківську в сім'ї науковців.

### Освіта
2000 закінчив Івано-Франківський природничо-математичний ліцей. Того ж року вступив до Прикарпатського університету ім. Стефаника (Івано-Франківськ), де у 2005 р. отримав диплом за спеціальністю «Радіофізика та електроніка» і кваліфікацію — спеціаліст радіофізик. Під час навчання був головою профспілкового бюро фізико-математичного факультету, також неодноразово був капітаном збірної КВН університету. Був визнаний призером Всеукраїнського конкурсу захисту наукових робіт Малої академії наук України.
У 2005 р. вступив до Тернопільського національно-економічного університету, де в 2007 році отримав диплом магістра за спеціальністю «Адміністративний менеджмент» та кваліфікацію — менеджер з адміністративної діяльності.
У 2012 р. захистив кандидатську дисертацію та отримав науковий ступінь кандидата хімічних наук у Прикарпатському національному університеті ім. Василя Стефаника.
У 2013 р. вступив до Національного юридичного університету імені Ярослава Мудрого, де у 2016 році здобув ступінь бакалавра за спеціальністю «правознавство» здобув кваліфікацію бакалавр юрист.

### Трудова діяльність
Трудову діяльність розпочав у квітні 2005 р. на посаді директора представництва страхового акціонерного товариства «ОСТРА», Харків.
У жовтні 2005 р. був переведений на посаду заступника голови правління цієї ж компанії у Харківському регіоні.
У червні 2006 р. став помічником-консультантом народного депутата України Анатолія Матвієнка.
У квітні 2007 р. був призначений на посаду головного спеціаліста відділу оздоровлення, праці та соціальної роботи Головного управління у справах сім'ї та молоді КМДА. Травень того ж року, переведений на посаду заступника начальника відділу оздоровлення, праці та соціальної політики Головного управління сім'ї та молоді КМДА, де пропрацював до грудня 2009 р.
У травні 2010 р. продовжив діяльність як помічник-консультант народного депутата України Матвієнка Анатолія Сергійовича.
У лютому 2014 р. призначений на посаду провідного спеціаліста відділу контролю за дотриманням вимог земельного законодавства управління контролю за використанням та охороною земель Державної інспекції сільського господарства. У березні того ж року був призначений на посаду заступника директора Департаменту контролю за використанням і охороною земель у Державній інспекції сільського господарства України.

### Політична діяльність
25 травня 2014 — обраний депутатом Київради VIII скликання за списком партії «УДАР», яка набрала 40 % підтримки киян.
У Київраді Володимир Прокопів був обраний співголовою фракції «УДАР-Солідарність», а також очолив постійну комісію Київради з питань містобудування, архітектури та землекористування.
25 жовтня 2015 р. Володимир Прокопів обраний депутатом Київради VIII скликання.
З грудня 2015 р. обраний на посаду заступника міського голови — секретаря Київради.
З 29 лютого 2016 — обраний до складу делегації України в Конгресі місцевих і регіональних влад Ради Європи на 2012—2016 роки, 29 серпня 2016 року повторно затверджується членом делегації на 2016—2020 та стає її головою.
В 1999 року заснував та очолив ГО «Екосвіт», яка успішно займалась вирішенням екологічних питань Карпат. Був членом ВГО «Український молодіжний собор». Згодом увійшов до Центральної ради Української республіканської партії «Собор». Під час Помаранчевої революції у 2004 році обраний керівником молодіжного виборчого штабу коаліції «Сила народу» у Харківській області.
На виборах 2020 року знову став депутатом Київради (від Європейської солідарності).
22 жовтня 2024 року мер Києва Віталій Кличко відсторонив Прокопіва від виконання обов'язків заступника голови КМДА на час перевірки даних із розслідування, після цього Прокопів написав заяву про звільнення.

## Розслідування
У жовтні 2024 року журналісти виявили у родини Прокопіва велику кількість об'єктів комерційної та житлової нерухомості. Сам Прокопів переконував, що є експертом в нерухомості та «вміє правильно торгуватися».

### Звинувачення у незаконному переправленні людей через кордон
17 квітня 2025 року представники СБУ і Нацполіція повідомили Прокопіву про підозру у організації незаконного переправлення осіб через кордон до Європи. За даними розслідування, Прокопів допомагав військовозобов'язаним виїхати до ЄС під виглядом водіїв бензовозів, що нібито доставляли пальне для ЗСУ та гуманітарних потреб Києва. Як встановило слідство, за вказівкою Прокопіва, з травня по червень 2022 року до інформаційної системи «Шлях» було внесено відомості про 31 чоловіка призовного віку, які могли незаконно виїхати з України.
22 квітня Прокопіва відправили під цілодобовий домашній арешт на 60 діб.
В червні 2025 року Пропкопів подав до Шевченківського районного суду м. Києва позов проти СБУ, нацполіції тощо про захист особистих немайнових прав.

## Особисте життя
- Дружина — Прокопів Віра Андріївна. Випускниця економічного факультету Івано-Франківського інституту менеджменту, Тернопільського державного економічного університету. Спеціальність — менеджер ЗЕД. Успішний підприємець, керівник консалтингової компанії «ВП ГРУП».
- Син — Прокопів Матвій, 2016 року народження.
- Син — Прокопів Володимир, 2007 року народження. Захоплюється — футболом, грою в шахи та вивченням англійської мови.
- Донька — Прокопів Ольга, 2009 року народження. Захоплюється танцями та вивченням іноземних мов.
- Батько — Прокопів Володимир Васильович — професор, завідувач кафедри фізики і хімії твердого тіла Прикарпатського національного університету ім. Василя Стефаника.
- Мати — Прокопів Зеновія Михайлівна — інженер-технолог.
- Захоплення: плавання, великий теніс, туризм.

## Нагороди
Кавалер ордена «За заслуги» III ступеня (2018).